# Asplenium gentryi
Asplenium gentryi là một loài thực vật có mạch trong họ Aspleniaceae. Loài này được A.R. Sm. mô tả khoa học đầu tiên năm 2004.